# Distelhäuser Brauerei
Distelhäuser Brauerei Ernst Bauer GmbH & Co. KG is een private brouwerij in het stadsdeel Distelhausen van Tauberbischofsheim in Baden-Württemberg. De brouwerij is lid van Die Freien Brauer.
De geschiedenis van de brouwerij gaat terug tot 1811, toen in het stadsdeel Distelhausen de brouwerij Womann werd opgericht. In 1876 werd deze overgenomen door Ernst Bauer, en de brouwerij is sedertdien in het bezit gebleven van de familie Bauer.

## Bieren
De brouwerij produceert een breed gamma van bieren:
- "Distel" bier:
  - Distel Spezial, alcoholpercentage 5,6 % (ondergisting)
  - Distel Blond, 5,1 % (bovengisting)
- Distelhäuser pils, 4,9 %
- Diverse soorten Radler
- Diverse soorten Weizenbier, 5,4 %
- Speciaalbieren: 
  - Distelhäuser Landbier, donker bier 5,1 %
  - Distelhäuser Märzen, 5,6 %
  - Distelhäuser Export, 5,2 %
  - Distelhäuser Kellerbier, 5,1 %
- Seizoensbieren:
  - Distelhäuser Festbier, 5,6 %
  - Distelhäuser Frühlingsbock, 7,5 %
  - Distelhäuser Winterbock, 6,8 %
- Verschillende bieren zijn ook verkrijgbaar in alcoholarme en alcoholvrije versie